# Neopromachus mirus
Neopromachus mirus är en insektsart som beskrevs av Günther 1929. Neopromachus mirus ingår i släktet Neopromachus och familjen Phasmatidae. Inga underarter finns listade i Catalogue of Life.